# België op het wereldkampioenschap voetbal
België heeft dertien keer gespeeld op de eindronde van het wereldkampioenschap voetbal. Hieronder volgt een overzicht van de toernooien die het Belgisch voetbalelftal speelde.

## WK 1930- Uruguay
België, nog olympisch kampioen voetbal in 1920, was een van de Europese landen die uiteindelijk meededen aan het eerste Wereldkampioenschap voetbal in Uruguay. 
Selectie
Bondscoach Hector Goetinck en assistent Emile Hanse selecteerden volgende 16 spelers:
| Speler            | Club                     |
| ----------------- | ------------------------ |
| Ferdinand Adams   | SC Anderlechtois         |
| Arnold Badjou     | Daring Club de Bruxelles |
| Pierre Braine     | Beerschot AC             |
| Alexis Chantraine | RFC Liégeois             |
| Jean De Bie       | Racing Club de Bruxelles |
| Jean De Clercq    | Antwerp FC               |
| Henri De Deken    | Antwerp FC               |
| Gérard Delbeke    | RFC Brugeois             |

| Speler           | Club                     |
| ---------------- | ------------------------ |
| Jan Diddens      | RC Malines SR            |
| August Hellemans | RFC Malinois             |
| Nic Hoydonckx    | Excelsior FC Hasselt     |
| Jacques Moeschal | Racing Club de Bruxelles |
| Theodoor Nouwens | RC Malines SR            |
| André Saeys      | RCS Brugeois             |
| Louis Versyp     | RFC Brugeois             |
| Bernard Voorhoof | Liersche SK              |

Wedstrijden
Het eerste optreden op een WK werd geen succes en België ging roemloos en doelpuntenloos ten onder, na twee verlieswedstrijden in de groepsfase.
|                                      |                                                    |                  |        |                                                                                 |
| 13 juli 1930 15:00 1e ronde, Groep D | Verenigde Staten                                   | 3 – 0            | België | Estadio Parque Central, Montevideo Toeschouwers: ~15,000 Scheidsrechter: Macias |
| 13 juli 1930 15:00 1e ronde, Groep D | Bart McGhee 40' Bart McGhee 43' Bert Patenaude 89' | Wedstrijdverslag |        | Estadio Parque Central, Montevideo Toeschouwers: ~15,000 Scheidsrechter: Macias |

Opstelling België: Arnold Badjou - Theodoor Nouwens - Nic Hoydonckx - Jean De Clercq - August Hellemans - Pierre Braine  - Jan Diddens - Bernard Voorhoof - Ferdinand Adams - Jacques Moeschal - Louis Versyp
|                                      |                            |                  |        |                                                                                |
| 20 juli 1930 15:00 1e ronde, Groep D | Paraguay                   | 1 – 0            | België | Estadio Centenario, Montevideo Toeschouwers: ~12,000 Scheidsrechter: Vallarino |
| 20 juli 1930 15:00 1e ronde, Groep D | Delfin Benites Cáceres 40' | Wedstrijdverslag |        | Estadio Centenario, Montevideo Toeschouwers: ~12,000 Scheidsrechter: Vallarino |

Opstelling België: Arnold Badjou - Henri De Deken - Nic Hoydonckx - Jacques Moeschal - August Hellemans - Pierre Braine  - Jan Diddens - Theodoor Nouwens - Ferdinand Adams - Gérard Delbeke - Louis Versyp

## WK 1934- Italië
België had zich gekwalificeerd na met een tweede plaats in de Groep 7 van de kwalificaties. 
Selectie
Bondscoach Hector Goetinck selecteerde volgende 22 spelers:
| Speler              | Club                        |
| ------------------- | --------------------------- |
| Arnold Badjou       | Daring Club de Bruxelles SR |
| Desiré Bourgeois    | RFC Malinois                |
| Jean Brichaut       | R. Standard CL              |
| Jean Capelle        | R. Standard CL              |
| Jean Claessens      | Union Saint-Gilloise        |
| François De Vries   | R. Antwerp FC               |
| Laurent Grimmonprez | RRC de Gand                 |
| August Hellemans    | RFC Malinois                |
| Albert Heremans     | Daring Club de Bruxelles SR |
| Constant Joacim     | R. Berchem Sport            |
| Robert Lamoot       | Daring Club de Bruxelles SR |

| Speler               | Club                        |
| -------------------- | --------------------------- |
| François Ledent      | R. Standard CL              |
| Jules Pappaert       | Union Saint-Gilloise        |
| Frans Peeraer        | R. Antwerp FC               |
| Victor Putmans       | Union FC Hutoise            |
| Charles Simons       | R. Antwerp FC               |
| Philibert Smellinckx | Union Saint-Gilloise        |
| Joseph Van Ingelgem  | Daring Club de Bruxelles SR |
| André Vandewyer      | Union Saint-Gilloise        |
| Louis Versyp         | RFC Brugeois                |
| Bernard Voorhoof     | K. Liersche SK              |
| Félix Welkenhuysen   | Union Saint-Gilloise        |

Wedstrijden
Ook het tweede optreden op een WK werd geen succes. In de eerste wedstrijd, destijds met rechtstreekse uitschakeling, werd verloren van Duitsland.  België maakte wel zijn eerste doelpunten op een WK-eindronde.
|                                        |                                                                                               |                  |                                           |                                                                                       |
| 27 mei 1934 16:30 1/8e finale, WK 1934 | Duitsland                                                                                     | 5 - 2            | België                                    | Stadio Artemio Franchi, Firenze Toeschouwers: ~8,000 Scheidsrechter: Francesco Mattea |
| 27 mei 1934 16:30 1/8e finale, WK 1934 | Stanislaus Kobierski 25' Otto Siffling 49' Edmund Conen 66' Edmund Conen 70' Edmund Conen 87' | Wedstrijdverslag | 29' Bernard Voorhoof 43' Bernard Voorhoof | Stadio Artemio Franchi, Firenze Toeschouwers: ~8,000 Scheidsrechter: Francesco Mattea |

Opstelling België: André Vandeweyer - Philibert Smellinckx - Constant Joacim - Jean Claessens - Frans Peeraer - Félix Welkenhuysen   - François De Vries - Jean Capelle - Laurent Grimmonprez - Albert Heremans- Bernard Voorhoof

## WK 1938- Frankrijk
België had zich gekwalificeerd door een tweede plaats in de Groep 9 van de kwalificaties. 
Selectie
Bondscoach Jack Butler selecteerde volgende 22 spelers:
| Speler           | Club                        |
| ---------------- | --------------------------- |
| Arnold Badjou    | Daring Club de Bruxelles SR |
| Robert Braet     | RCS Brugeois                |
| Raymond Braine   | R. Beerschot AC             |
| Fernand Buyle    | Daring Club de Bruxelles SR |
| Jean Capelle     | R. Standard CL              |
| Arthur Ceuleers  | R. Beerschot AC             |
| Pierre Dalem     | R. Standard CL              |
| Alfons De Winter | R. Beerschot AC             |
| Jean Fievez      | Royal White Star AC         |
| Frans Gommers    | R. Beerschot AC             |
| Paul Henry       | Daring Club de Bruxelles SR |

| Speler                | Club                 |
| --------------------- | -------------------- |
| Hendrik Isemborghs    | R. Beerschot AC      |
| Joseph Nelis          | R. Berchem Sport     |
| Bob Paverick          | R. Antwerp FC        |
| Jean Petit            | R. Standard CL       |
| Corneel Seys          | R. Beerschot AC      |
| Philibert Smellinckx  | Union Saint-Gilloise |
| Emile Stijnen         | ROC de Charleroi     |
| John Van Alphen       | R. Beerschot AC      |
| Charles Vanden Wouwer | R. Beerschot AC      |
| André Vandewyer       | Union Saint-Gilloise |
| Bernard Voorhoof      | K. Liersche SK       |

Wedstrijden
Het derde optreden op een WK werd alweer geen succes. In de eerste wedstrijd, destijds met rechtstreekse uitschakeling, werd verloren van Frankrijk.
|                                        |                                                     |                  |                        |                                                                                             |
| 5 juni 1938 17:00 1/8e finale, WK 1938 | Frankrijk                                           | 3 - 1            | België                 | Stade olympique Yves-du-Manoir, Colombes Toeschouwers: 30.454 Scheidsrechter: Hans Wüthrich |
| 5 juni 1938 17:00 1/8e finale, WK 1938 | Emile Veinante 1' Jean Nicolas 16' Jean Nicolas 69' | Wedstrijdverslag | 38' Hendrik Isemborghs | Stade olympique Yves-du-Manoir, Colombes Toeschouwers: 30.454 Scheidsrechter: Hans Wüthrich |

Opstelling België: Badjou - Paverick, Seys - Van Alphen, Stijnen , De Winter - Vanden Wouwer, Voorhoof, Isemborghs, Braine, Buyle

## WK 1954- Zwitserland
België had zich gekwalificeerd door winst in Groep 2 van de kwalificaties.
Selectie
Bondscoach Doug Livingstone selecteerde volgende 22 spelers:
| Nr | Speler            | Club                  |
| -- | ----------------- | --------------------- |
| 1  | Léopold Gernaey   | AS Oostende KM        |
| 2  | Marcel Dries      | R. Berchem Sport      |
| 3  | Fons Van Brandt   | K. Lierse SK          |
| 4  | Constant Huysmans | R. Beerschot AC       |
| 5  | Louis Carré       | RFC Liégeois          |
| 6  | Victor Mees       | R. Antwerp FC         |
| 7  | Jef Vliers        | K. Tongerse SV Cercle |
| 8  | Denis Houf        | R. Standard CL        |
| 9  | Rik Coppens       | R. Beerschot AC       |
| 10 | Léopold Anoul     | RFC Liégeois          |
| 11 | Joseph Mermans    | RSC Anderlechtois     |

| Nr | Speler                  | Club                        |
| -- | ----------------------- | --------------------------- |
| 12 | Charles Geerts          | R. Beerschot AC             |
| 13 | Henri Dirickx           | Union Royale Saint-Gilloise |
| 14 | Bob Van Kerkhoven       | R. Daring Club de Bruxelles |
| 15 | Hippolyte Van den Bosch | RSC Anderlechtois           |
| 16 | Pieter Van Den Bosch    | RSC Anderlechtois           |
| 17 | Raymond Ausloos         | R. White Star AC            |
| 18 | Jef Van Der Linden      | R. Antwerp FC               |
| 19 | Jo Backaert             | ROC de Charleroi            |
| 20 | Bob Maertens            | R. Antwerp FC               |
| 21 | Jean Van Steen          | RSC Anderlechtois           |
| 22 | Luc Van Hoyweghen       | R. Daring Club de Bruxelles |

Wedstrijden
Tijdens het vierde optreden op een WK werd voor het eerst een wedstrijd niet verloren. Tegen Engeland werd het 4-4. België overleefde echter de eerste ronde niet in een groep met Engeland, Italië en gastland Zwitserland.
|                                                   |                                                                       |                         |                                                                               |                                                                                    |
| 17 juni 1954 18u10 Eerste ronde WK 1954 - Groep D | Engeland                                                              | 4 - 4 nv (3 - 3 na 90') | België                                                                        | St. Jakob Stadion, Bazel Toeschouwers: circa 14.000 Scheidsrechter: Emil Schmetzer |
| 17 juni 1954 18u10 Eerste ronde WK 1954 - Groep D | Ivor Broadis 26' Nat Lofthouse 36' Ivor Broadis 63' Nat Lofthouse 91' | Wedstrijdverslag        | 05' Léopold Anoul 67' Rik Coppens 71' Léopold Anoul 95' Jimmy Dickinson (own) | St. Jakob Stadion, Bazel Toeschouwers: circa 14.000 Scheidsrechter: Emil Schmetzer |

Opstelling België: Gernaey - Dries, Van Brandt, Huysmans - Carré, Mees - Mermans , Houf, Coppens, Anoul, P. Van Den Bosch
|                                                   |                                                                                    |                  |                   |                                                                                                 |
| 20 juni 1954 17u00 Eerste ronde WK 1954 - Groep D | Italië                                                                             | 4 - 1            | België            | Stadio comunale Cornaredo, Lugano Toeschouwers: circa 24.000 Scheidsrechter: Carl Erich Steiner |
| 20 juni 1954 17u00 Eerste ronde WK 1954 - Groep D | Egisto Pandolfini (pen) 41' Carlo Galli 48' Amleto Frignani 58' Benito Lorenzi 78' | Wedstrijdverslag | 81' Léopold Anoul | Stadio comunale Cornaredo, Lugano Toeschouwers: circa 24.000 Scheidsrechter: Carl Erich Steiner |

Opstelling België: Gernaey - Dries, Van Brandt, Huysmans - Carré, Mees - Mermans , H. Van Den Bosch, Coppens, Anoul, P. Van Den Bosch

## WK 1970- Mexico
België had zich gekwalificeerd door een eerste plaats in Groep 5 van de kwalificaties, voor Joegoslavië, Spanje en Finland.
Selectie
Bondscoach Raymond Goethals selecteerde volgende 22 spelers:
| Nr | Speler            | Club              |
| -- | ----------------- | ----------------- |
| 1  | Christian Piot    | R. Standard CL    |
| 2  | Georges Heylens   | RSC Anderlechtois |
| 3  | Jean Thissen      | R. Standard CL    |
| 4  | Nico Dewalque     | R. Standard CL    |
| 5  | Léon Jeck         | R. Standard CL    |
| 6  | Jean Dockx        | R. Racing White   |
| 7  | Léon Semmeling    | R. Standard CL    |
| 8  | Wilfried Van Moer | R. Standard CL    |
| 9  | Johan Devrindt    | RSC Anderlechtois |
| 10 | Paul Van Himst    | RSC Anderlechtois |
| 11 | Wilfried Puis     | RSC Anderlechtois |

| Nr | Speler            | Club                 |
| -- | ----------------- | -------------------- |
| 12 | Jean Trappeniers  | RSC Anderlechtois    |
| 13 | Jacques Beurlet   | R. Standard CL       |
| 14 | Maurice Martens   | RSC Anderlechtois    |
| 15 | Erwin Vandendaele | RFC Brugeois         |
| 16 | Odilon Polleunis  | K. Sint-Truidense VV |
| 17 | Jan Verheyen      | K. Beerschot VAV     |
| 18 | Raoul Lambert     | RFC Brugeois         |
| 19 | Pierre Carteus    | RFC Brugeois         |
| 20 | Alfons Peeters    | RSC Anderlechtois    |
| 21 | François Janssens | K. Lierse SK         |
| 22 | Jacques Duquesne  | ROC de Charleroi     |

Wedstrijden
Het vijfde WK-optreden van België werd ondanks de hoge verwachtingen opnieuw een tegenvaller.  België overleefde de eerste ronde niet. Wel wist het voor de eerste maal een WK-wedstrijd winnend af te sluiten.
|                                                  |                                                                     |                  |             |                                                                                   |
| 3 juni 1970 16u00 Eerste ronde WK 1970 - Groep A | België                                                              | 3 - 0            | El Salvador | Estadio Azteca, Mexico-Stad Toeschouwers: 92.205 Scheidsrechter: Andrei Radulescu |
| 3 juni 1970 16u00 Eerste ronde WK 1970 - Groep A | Wilfried Van Moer 13' Wilfried Van Moer 54' Raoul Lambert (pen) 79' | Wedstrijdverslag |             | Estadio Azteca, Mexico-Stad Toeschouwers: 92.205 Scheidsrechter: Andrei Radulescu |

Opstelling België: Piot - Heylens, Thissen, Dewalque, Dockx - Semmeling (79' Polleunis), Van Moer, Devrindt, Van Himst  - Lambert, Puis
|                                                  |                                                                                         |                  |                   |                                                                                |
| 6 juni 1970 16u00 Eerste ronde WK 1970 - Groep A | Sovjet-Unie                                                                             | 4 - 1            | België            | Estadio Azteca, Mexico-Stad Toeschouwers: 95.261 Scheidsrechter: Rüdi Scheurer |
| 6 juni 1970 16u00 Eerste ronde WK 1970 - Groep A | Anatolij Bysjovets 14' Kahki Asatiani 57' Anatolij Bysjovets 63' Vitali Khmelnitski 76' | Wedstrijdverslag | 86' Raoul Lambert | Estadio Azteca, Mexico-Stad Toeschouwers: 95.261 Scheidsrechter: Rüdi Scheurer |

Opstelling België: Piot - Heylens, Thissen, Dewalque, Dockx - Semmeling, Van Moer, Jeck, Van Himst  - Lambert, Puis
|                                                   |                        |                  |        |                                                                                           |
| 11 juni 1970 16u00 Eerste ronde WK 1970 - Groep A | Mexico                 | 1 - 0            | België | Estadio Azteca, Mexico-Stad Toeschouwers: 108.192 Scheidsrechter: Norberto Angel Coerezza |
| 11 juni 1970 16u00 Eerste ronde WK 1970 - Groep A | Gustavo Peña (pen) 14' | Wedstrijdverslag |        | Estadio Azteca, Mexico-Stad Toeschouwers: 108.192 Scheidsrechter: Norberto Angel Coerezza |

Opstelling België: Piot - Heylens, Thissen , Dewalque, Dockx - Semmeling, Van Moer, Jeck, Van Himst   - Polleunis (66' Devrindt), Puis

## WK 1982- Spanje
België had zich gekwalificeerd door een eerste plaats in Groep 2 van de kwalificaties, voor Frankrijk, Ierland, Nederland en Cyprus.
Selectie
Bondscoach Guy Thijs selecteerde volgende 22 spelers:
| Nr | Speler             | Club                 |
| -- | ------------------ | -------------------- |
| 1  | Jean-Marie Pfaff   | SK Beveren           |
| 2  | Eric Gerets        | R. Standard de Liège |
| 3  | Luc Millecamps     | KSV Waregem          |
| 4  | Walter Meeuws      | R. Standard de Liège |
| 5  | Michel Renquin     | RSC Anderlechtois    |
| 6  | Franky Vercauteren | RSC Anderlechtois    |
| 7  | René Vandereycken  | Genoa CFC            |
| 8  | Wilfried Van Moer  | SK Beveren           |
| 9  | Erwin Vandenbergh  | K. Lierse SK         |
| 10 | Ludo Coeck         | RSC Anderlechtois    |
| 11 | Jan Ceulemans      | Club Brugge KV       |

| Nr | Speler                | Club                 |
| -- | --------------------- | -------------------- |
| 12 | Theo Custers          | RCD Espanyol         |
| 13 | François Van der Elst | West Ham United FC   |
| 14 | Marc Baecke           | SK Beveren           |
| 15 | Maurits De Schrijver  | KSC Lokeren          |
| 16 | Gerard Plessers       | R. Standard de Liège |
| 17 | René Verheyen         | KSC Lokeren          |
| 18 | Raymond Mommens       | KSC Lokeren          |
| 19 | Marc Millecamps       | KSV Waregem          |
| 20 | Guy Vandersmissen     | R. Standard de Liège |
| 21 | Alex Czerniatynski    | R. Antwerp FC        |
| 22 | Jacky Munaron         | RSC Anderlechtois    |

Wedstrijden
- Eerste ronde
  - België-Argentinië 1-0
  - België-El Salvador 1-0
  - België-Hongarije 1-1
- Tweede ronde
  - Polen-België 3-0
  - Sovjet-Unie-België 1-0

## WK 1986- Mexico
België had zich gekwalificeerd na een tweede plaats in Groep 1 van de kwalificaties en winst in barragewedstrijden tegen Nederland.
Selectie
Bondscoach Guy Thijs selecteerde de volgende 22 spelers:
| Nr | Speler              | Club                 |
| -- | ------------------- | -------------------- |
| 1  | Jean-Marie Pfaff    | FC Bayern München    |
| 2  | Eric Gerets         | PSV                  |
| 3  | Franky Van der Elst | Club Brugge KV       |
| 4  | Michel De Wolf      | KAA Gent             |
| 5  | Michel Renquin      | R. Standard de Liège |
| 6  | Franky Vercauteren  | RSC Anderlecht       |
| 7  | René Vandereycken   | RSC Anderlecht       |
| 8  | Enzo Scifo          | RSC Anderlecht       |
| 9  | Erwin Vandenbergh   | RSC Anderlecht       |
| 10 | Philippe Desmet     | KSV Waregem          |
| 11 | Jan Ceulemans       | Club Brugge KV       |

| Nr | Speler           | Club                       |
| -- | ---------------- | -------------------------- |
| 12 | Jacky Munaron    | RSC Anderlecht             |
| 13 | Georges Grün     | RSC Anderlecht             |
| 14 | Lei Clijsters    | K. Waterschei SV Thor Genk |
| 15 | Leo Van Der Elst | Club Brugge KV             |
| 16 | Nico Claesen     | R. Standard de Liège       |
| 17 | Raymond Mommens  | KSC Lokeren                |
| 18 | Danny Veyt       | KSV Waregem                |
| 19 | Hugo Broos       | Club Brugge KV             |
| 20 | Gilbert Bodart   | R. Standard de Liège       |
| 21 | Stéphane Demol   | RSC Anderlecht             |
| 22 | Patrick Vervoort | K. Beerschot VAV           |

Wedstrijden
Het zevende optreden op een WK werd voor België het meest succesvolle WK tot dan toe. Na een moeizame eerste ronde bereikte men als een van de 4 beste derdes in de groepsfase de achtste finales. Na overwinningen tegen de Sovjet-Unie en Spanje bereikte men de halve finale, die verloren werd van Argentinië, de uiteindelijke wereldkampioen. België eindigde als vierde, na verlies in de troostfinale tegen Frankrijk.
|                                                  |                       |                  |                                        |                                                                                   |
| 3 juni 1986 12u00 Eerste ronde WK 1986 - Groep B | België                | 1 - 2            | Mexico                                 | Estadio Azteca, Mexico-Stad Toeschouwers: 110.000 Scheidsrechter: Carlos Esposito |
| 3 juni 1986 12u00 Eerste ronde WK 1986 - Groep B | Erwin Vandenbergh 45' | Wedstrijdverslag | 23' Fernando Quirarte 39' Hugo Sánchez | Estadio Azteca, Mexico-Stad Toeschouwers: 110.000 Scheidsrechter: Carlos Esposito |

Opstelling België: Pfaff - Gerets, Broos, F. Van der Elst , De Wolf - Vercauteren, Vandereycken, Scifo, Ceulemans  - Vandenbergh (63' Demol), Desmet (59' Claesen)
|                                                  |                                   |                  |                                       |                                                                                      |
| 8 juni 1986 12u00 Eerste ronde WK 1986 - Groep B | Irak                              | 1 - 2            | België                                | Estadio Nemesio Díez, Toluca Toeschouwers: 20.000 Scheidsrechter: Jesus Diaz Palacio |
| 8 juni 1986 12u00 Eerste ronde WK 1986 - Groep B | Bassel Gorgis 51' Ahmed Radhi 59' | Wedstrijdverslag | 16' Enzo Scifo 21' Nico Claesen (pen) | Estadio Nemesio Díez, Toluca Toeschouwers: 20.000 Scheidsrechter: Jesus Diaz Palacio |

Opstelling België: Pfaff - Gerets, Demol (69' Grün), F. Van der Elst, De Wolf - Vercauteren, Vandereycken, Scifo (67' Clijsters) - Ceulemans , Desmet, Claesen 
|                                                   |                                         |                  |                                       |                                                                                  |
| 11 juni 1986 12u00 Eerste ronde WK 1986 - Groep B | Paraguay                                | 2 - 2            | België                                | Estadio Nemesio Díez, Toluca Toeschouwers: 16.000 Scheidsrechter: Bogdan Botchev |
| 11 juni 1986 12u00 Eerste ronde WK 1986 - Groep B | Roberto Cabanas 50' Roberto Cabanas 76' | Wedstrijdverslag | 30' Franky Vercauteren 59' Danny Veyt | Estadio Nemesio Díez, Toluca Toeschouwers: 16.000 Scheidsrechter: Bogdan Botchev |

Opstelling België: Pfaff - Broos, Demol, Grün (89 F. Van der Elst), Renquin - Vercauteren, Vervoort, Scifo, Ceulemans   - Veyt, Claesen
|                                         |                                                           |                         |                                                                        |                                                                               |
| 15 juni 1986 16u00 WK 1986 - 1/8 finale | Sovjet-Unie                                               | 3 - 4 nv (2 - 2 na 90') | België                                                                 | Estadio Nou Camp, León Toeschouwers: 32.300 Scheidsrechter: Erik Frederiksson |
| 15 juni 1986 16u00 WK 1986 - 1/8 finale | Igor Belanov 27' Igor Belanov 70' Igor Belanov (pen) 111' | Wedstrijdverslag        | 56' Enzo Scifo 77' Jan Ceulemans 102' Stéphane Demol 110' Nico Claesen | Estadio Nou Camp, León Toeschouwers: 32.300 Scheidsrechter: Erik Frederiksson |

Opstelling België: Pfaff - Gerets (101' L. Van Der Elst), Grün (112' Clijsters), Renquin , Vervoort - Scifo, Demol, Ceulemans , Vercauteren - Claesen, Veyt
|                                         |                                     |                         |                                              |                                                                                    |
| 22 juni 1986 16u00 WK 1986 - 1/4 finale | Spanje                              | 1 - 1 nv (1 - 1 na 90') | België                                       | Estadio Cuauthémoc, Puebla Toeschouwers: 45.000 Scheidsrechter: Siegfried Kirschen |
| 22 juni 1986 16u00 WK 1986 - 1/4 finale | Juan Antonio Señor 85'              | Wedstrijdverslag        | 35' Jan Ceulemans                            | Estadio Cuauthémoc, Puebla Toeschouwers: 45.000 Scheidsrechter: Siegfried Kirschen |
| 22 juni 1986 16u00 WK 1986 - 1/4 finale | Strafschoppen                       |                         |                                              | Estadio Cuauthémoc, Puebla Toeschouwers: 45.000 Scheidsrechter: Siegfried Kirschen |
| 22 juni 1986 16u00 WK 1986 - 1/4 finale | Señor Eloy Chendo Butragueño Victor | 4 - 5                   | Claesen Scifo Broos Vervoort L. Van Der Elst | Estadio Cuauthémoc, Puebla Toeschouwers: 45.000 Scheidsrechter: Siegfried Kirschen |

Opstelling België: Pfaff - Gerets, Renquin, Demol , Grün  - Vercauteren (106' L. Van Der Elst), Scifo, Vervoort - Ceulemans , Claesen, Veyt (83' Broos)
|                                         |                                       |                  |        |                                                                                   |
| 25 juni 1986 16u00 WK 1986 - 1/2 finale | Argentinië                            | 2 - 0            | België | Estadio Azteca, Mexico-Stad Toeschouwers: 114.500 Scheidsrechter: Marquez Ramirez |
| 25 juni 1986 16u00 WK 1986 - 1/2 finale | Diego Maradona 51' Diego Maradona 63' | Wedstrijdverslag |        | Estadio Azteca, Mexico-Stad Toeschouwers: 114.500 Scheidsrechter: Marquez Ramirez |

Opstelling België: Pfaff - Gerets, Grün, Demol, Renquin (54' Desmet) - Vervoort, Scifo, Vercauteren, Ceulemans  - Claesen, Veyt 
|                                           |                                                                                            |                         |                                    |                                                                                 |
| 25 juni 1986 16u00 WK 1986 - troostfinale | Frankrijk                                                                                  | 4 - 2 nv (2 - 2 na 90') | België                             | Estadio Cuauthémoc, Puebla Toeschouwers: 21.000 Scheidsrechter: George Courtney |
| 25 juni 1986 16u00 WK 1986 - troostfinale | Jean-Marc Ferreri 27' Jean-Pierre Papin 43' Bernard Genghini 104' Manuel Amoros (pen) 111' | Wedstrijdverslag        | 11' Jan Ceulemans 73' Nico Claesen | Estadio Cuauthémoc, Puebla Toeschouwers: 21.000 Scheidsrechter: George Courtney |

Opstelling België: Pfaff  - Gerets, Grün, Demol, Renquin (45' F. Van der Elst) - Vervoort, Scifo (63' L. Van Der Elst), Mommens - Ceulemans , Claesen, Veyt 

## WK 1990- Italië
- België-Zuid-Korea 2-0
- België-Uruguay 3-1
- België-Spanje 1-2
- 8ste finale: Engeland-België 1-0 (na verlengingen)

Het WK in 1990 was een van de betere die de Rode Duivels gespeeld hebben. België wist zich in een poule met o.a. Tsjecho-Slowakije, Zwitserland en Polen te kwalificeren voor het eindtoernooi, zonder daarbij een partij te verliezen.
In de poule-fase was de eerste tegenstander Zuid-Korea. Hoewel er zich vele kansen voordeden, werd de wedstrijd in de tweede helft pas beslist door doelpunten van Degryse en Dewolf.
Tweede tegenstander van de Belgen was Uruguay. Al bij rust leidden de Belgen met 2-0 door doelpunten van Clijsters en Scifo. Ondanks een numerieke minderheid -Gerets had rood gekregen- slaagden de Belgen in de tweede helft erin de score uit te bouwen door een doelpunt van Ceulemans. Het tegendoelpunt van de Uruguayanen in de 74e minuut was slechts voor de statistieken.
Spanje, de derde tegenstander in de poule, wist door een 2-1-overwinning zich te plaatsen als groepswinnaar van de poule, gevolgd door de Belgen.
In de achtste finale werd België gekoppeld aan Engeland, een wedstrijd die op 26 juni 1990 gespeeld werd in Bologna. In de reguliere speeltijd werd er niet gescoord, waardoor verlengingen noodzakelijk werden. In de allerlaatste minuut van de tweede verlenging slaagde de Engelsen erin om via een vrije trap het enige en beslissende doelpunt te scoren (Maker: David Platt). Hierdoor was België uitgeschakeld op het toernooi.

## WK 1994- Verenigde Staten
- België-Marokko 1-0
- Nederland-België 0-1
- België-Saoedi-Arabië 0-1
- 8ste finale: België - Duitsland 2-3

Na een moeizame kwalificatie voor het WK, waarbij België was ingedeeld in een groep met Roemenië, Tsjecho-Slowakije, Wales, Cyprus en de Faeröer-eilanden slaagden de Belgen er uiteindelijk toch in zich te plaatsen voor de eindronde in de USA.
De eerste wedstrijd in de poule-fase was tegen Marokko. Door een vroege goal in de 11e minuut (Degryse) wisten de Belgen de overwinning te behalen tegen een sterk spelend Marokkaans elftal.
Tegen Nederland was één doelpunt in de 65e minuut (Albert) genoeg om ook deze wedstrijd te winnen.
De derde wedstrijd tegen het als zwak bestempelde Saoedi-Arabië ging met 1-0 verloren, mede door onderschatting van Belgische kant die voor deze wedstrijd sterspelers als Willaert, Nilis en Grün niet hadden opgesteld. Ondanks het verlies wisten de Belgen door te stoten naar de 1/8e finales waar zij Duitsland troffen.
De confrontatie tegen Duitsland vond plaats op 2 juni in Chicago. Al voor de rust leidden de Duitsers met 3-1. In de allerlaatste minuut van de tweede helft wist Albert de stand nog terug te brengen naar 3-2, maar met deze score was de uitschakeling van de Belgen een feit. Achteraf is er veel kritiek geweest op de Zwitserse scheidsrechter Kurt Röthlisberger, die in het voordeel van de Duitsers gefloten zou hebben en een "overduidelijke penalty" aan het Belgische team ontzegd zou hebben. Hij gaf zijn fout later toe.

## WK 1998- Frankrijk
- België-Nederland 0-0
- België-Mexico 2-2
- België-Zuid-Korea 1-1

België wist zich in de kwalificatie door een barrage-match tegen Ierland te plaatsen voor het eindtoernooi in Frankrijk.
De eerste (onaantrekkelijke) wedstrijd tegen Nederland in de poulefase eindigde in 0-0.
Ook de tweede wedstrijd tegen Mexico eindigde in een gelijkspel: 2-2. Door 2 doelpunten van Wilmots waren de Belgen wel aan de leiding gekomen, maar o.a. door de rode kaart voor Gert Verheyen wisten de Mexicanen terug te komen.
Alleen winst tegen Zuid-Korea én een winnaar in de wedstrijd tussen Mexico en Nederland zou voor de Belgen een plaats in de volgende ronde betekenen. In de 10e minuut kwamen de Rode Duivels door een afstandsschot van Nilis op een 1-0-voorsprong. Twintig minuten voor tijd slaagden de Zuid-Koreanen erin de stand gelijk te trekken, waardoor de uitslag van de wedstrijd Mexico-Nederland niet meer van belang was. Net als 4 jaar eerder volgde een vroegtijdige uitschakeling op een WK voor de Belgische ploeg.

## WK 2002- Japan en Zuid-Korea
- Japan - België 2-2
- Tunesië - België 1-1
- België - Rusland 3-2
- 8ste finale: Brazilië - België 2-0

Voor de kwalificatie van het eindtoernooi in Japan en Zuid-Korea waren voor de Belgen opnieuw barrage-wedstrijden nodig, ditmaal tegen de Tsjechen. In twee wedstrijden (beide eindigend in een 1-0-overwinning voor de Belgen) wisten de Belgen de uiteindelijke kwalificatie af te dwingen. Hierdoor wisten de Belgen zich voor de 6e achtereenvolgende keer te plaatsen voor een WK.
In de poulefase was een van de gastlanden, Japan, de eerste tegenstander van de Belgen. In een zwaar bevochten strijd, waarbij de Japanners een tijd met 2-1 hadden voorgestaan, slaagden de Belgen er uiteindelijk in een gelijkspel af te dwingen.
Ook de tweede tegenstander in de poule,Tunesië, wist de Belgische ploeg op een matige 1-1 te houden.
De laatste wedstrijd tegen Rusland werd door de twee gelijke spelen van cruciaal belang en er waren aan het thuisfront maar weinigen die in een goede afloop vertrouwen hadden. De Belgische krant "De Standaard" kopte "Belgen willen naar huis en van Waseige af". Toch wisten de Rode Duivels de wedstrijd tegen de Russen te winnen door doelpunten van Walem, Sonck en Wilmots. De twee doelpunten van de Russen waren toen niet meer van belang.
In de 1/8e finale was Brazilië de tegenstander van België. Ondanks kansen over en weer en een onterecht afgekeurd doelpunt van Wilmots bleef de ruststand 0-0. Door goals van Rivaldo en Ronaldo wisten de Brazilianen in de tweede helft toe te slaan, waardoor de Belgen uitgeschakeld waren.

## WK 2014- Brazilië
- België - Algerije 2-1
- België - Rusland 1-0
- Zuid-Korea - België 0-1
- Achtste finale: België - Verenigde Staten 2-1
- Kwartfinale: Argentinië - België 1-0

De kwalificatie voor het eindtoernooi in Brazilië was een van de betere die de Rode Duivels gespeeld hebben. België wist zich in een poule met o.a.Kroatië, Servië, Wales, Macedonië en Schotland te kwalificeren voor het eindtoernooi na groepswinst in Groep A, waarbij slechts twee keer gelijk werd gespeeld. Het WK in Brazilië is het twaalfde WK-optreden van België.
Bondscoach Marc Wilmots selecteerde 24 spelers op 13 mei. Van deze selectie valt nog 1 doelman af.
België werd in de groepsfase ingedeeld in groep H met Algerije, Rusland en Zuid-Korea. België wist zijn 3 wedstrijden te winnen. Het is de eerste keer in de geschiedenis dat het Belgisch voetbalelftal zijn drie groepsduels op een wereldkampioenschap wint.
België sluit de eerste ronde af als groepswinnaar. De Rode Duivels spelen in de 1/8e finales op dinsdag 1 juli in de Arena Fonte Nova in Salvador tegen de Verenigde Staten, die tweede in groep G eindigde.
De wedstrijd tegen de Verenigde Staten werd gewonnen. De Amerikaanse doelman Tim Howard  moest 15 keer in actie komen, het meeste in één match op dit WK en sinds dat van 1966. België is voor het eerst sinds 1986 bij de laatste 8 van de wereld en stoot door naar de kwartfinale. In de kwartfinale ontmoeten de Rode Duivels Argentinië.
De Belgen raakten in de kwartfinales niet voorbij Argentinië. Een vroege goal van Gonzalo Higuaín, de enige in de wedstrijd, bezegelde het Belgische lot.

## WK 2018- Rusland
- België - Panama 3-0
- België - Tunesië 5-2
- Engeland - België 0-1
- Achtste finale: België - Japan 3-2
- Kwartfinale: Brazilië - België 1-2
- Halve finale: Frankrijk - België 1-0
- Troostfinale: België - Engeland 2-0

Het dertiende WK waaraan België deelnam werd een van de hoogtepunten in de geschiedenis van de Rode Duivels. België verloor geen enkele wedstrijd tijdens de kwalificaties en werd in de groepsfase geplaatst in groep G samen met Panama, Tunesië en Engeland. Na drie overwinningen werd België groepswinnaar en mocht doorgaan naar de 1/8ste finale.
In de 1/8ste finale wachtte Japan als tegenstander voor de Rode Duivels. Hoewel Japan in de tweede helft een voorsprong had met 0-2 konden de Belgen deze achterstand inhalen en wonnen alsnog met 3-2. Vervolgens moesten de Rode Duivels in de kwartfinale tegen Brazilië spelen en wonnen met 1-2. Voor het eerst sinds 1986 werd de halve finale bereikt, waarin de Belgen het tegen Frankrijk opnamen. België verloor de halve finale van Frankrijk en kwam zo in de troostfinale terecht, waarin Engeland voor de tweede keer dit WK de tegenstander werd. België won de troostfinale tegen Engeland met 2-0 en behaalde de derde plaats. Dit was tot op heden (2018) het beste resultaat op een WK voor de Belgen.

## WK 2022- Qatar
- België - Canada 1-0
- Marokko - België 2-0
- België - Kroatië 0-0

Het veertiende WK waaraan België deelnam was van korte duur. Voor het eerst sinds het WK van 1998 slaagden de Belgen er niet in om voorbij de groepsfase te geraken. België startte het WK met een zwakke maar efficiënte 1-0 overwinning tegen Canada. In de 15de minuut kregen de Canadezen een penalty doordat de bal ongelukkig tegen de hand van Yannick Carrasco kaatste. Uiteindelijk slaagde Thibaut Courtois erin om de penaltytrap van Alphonso Davies te pakken waardoor de score op 0-0 bleef staan. Doorheen de match hadden de Belgen quasi geen enkel gevaarlijk schot op doel, totdat Michy Batshuayi in de 44ste minuut de netten liet trillen. De eindscore werd 1-0. In de tweede match namen de Duivels het op tegen een jong en gretig Marokko. De Belgen lieten zich verrassen en verliezen na twee Marokkaanse treffers in de tweede speelhelft. Na twee matchen bleven de Belgen steken op drie punten en kwalificatie voor de achtste finale was enkel mogelijk mits winst tegen Kroatië. De Duivels speelden een betere match dan tegen Canada en Marokko, maar vonden hun weg niet naar het doel. Na een doelpoging van Lukaku dat tegen de paal belandde en kleine kansjes van o.a. Vertonghen en De Bruyne, moesten de Belgen genoegen nemen met een 0-0 gelijkspel. De laatste keer dat de Belgen er niet in slaagden om in een match minstens één doelpunt te scoren was geleden van de halve finale tegen Frankrijk (1-0) op het WK 2018. Het gelijkspel betekende een vroege uitschakeling voor de Rode Duivels. Kort na de match kondigde Roberto Martinez in een persconferentie aan dat hij opstapt, wat een einde maakte aan zijn zes jaar durende carrière als bondscoach bij de Belgische selectie.   